# Montoro Inferiore
Montoro Inferiore è stato un comune italiano di 10 573 abitanti della provincia di Avellino in Campania; il 3 dicembre 2013 è stato disciolto e il suo territorio, insieme a quello di Montoro Superiore, ha costituito il nuovo comune di Montoro.

## Geografia fisica
La frazione capoluogo era Piano, colloquialmente nota anche come "Piano di Montoro".
L'ex comune era formato da otto frazioni così chiamate: Borgo, Figlioli, Misciano, Piano, Piazza di Pandola, Preturo, San Bartolomeo e San Felice.

## Storia
Il 26 e 27 maggio 2013 si è svolto il referendum consultivo sull'unificazione di Montoro Inferiore e Montoro Superiore, terminato con il 77,41% dei votanti complessivi favorevoli all'unificazione. Con la Legge regionale n°16 dell'11 novembre 2013 è stato istituito il comune di Montoro, formalmente costituito il 3 dicembre 2013

## Società

### Evoluzione demografica
Abitanti censiti